# HMS Glorious (77)
L'HMS Glorious (77) va ser un vaixell de la Royal Navy de la classe Courageous, originàriament concebut com a creuer de batalla durant la I Guerra Mundial i reconvertit a portaavions abans de la II Guerra Mundial. Germà de l'HMS Courageous i mig-germà de l'HMS Furious, eren obra de l'almirall Lord Fisher, i tots tres van ser dissenyats com a creuers lleugers destructors. Van ser fets per operar al mar Bàltic, tot i que mai no hi van operar. L'HMS Glorious va ser enfonsat el 1940 mentre evacuava tropes britàniques de Noruega, amb la pèrdua de 1.200 vides.

## Historial com a creuer

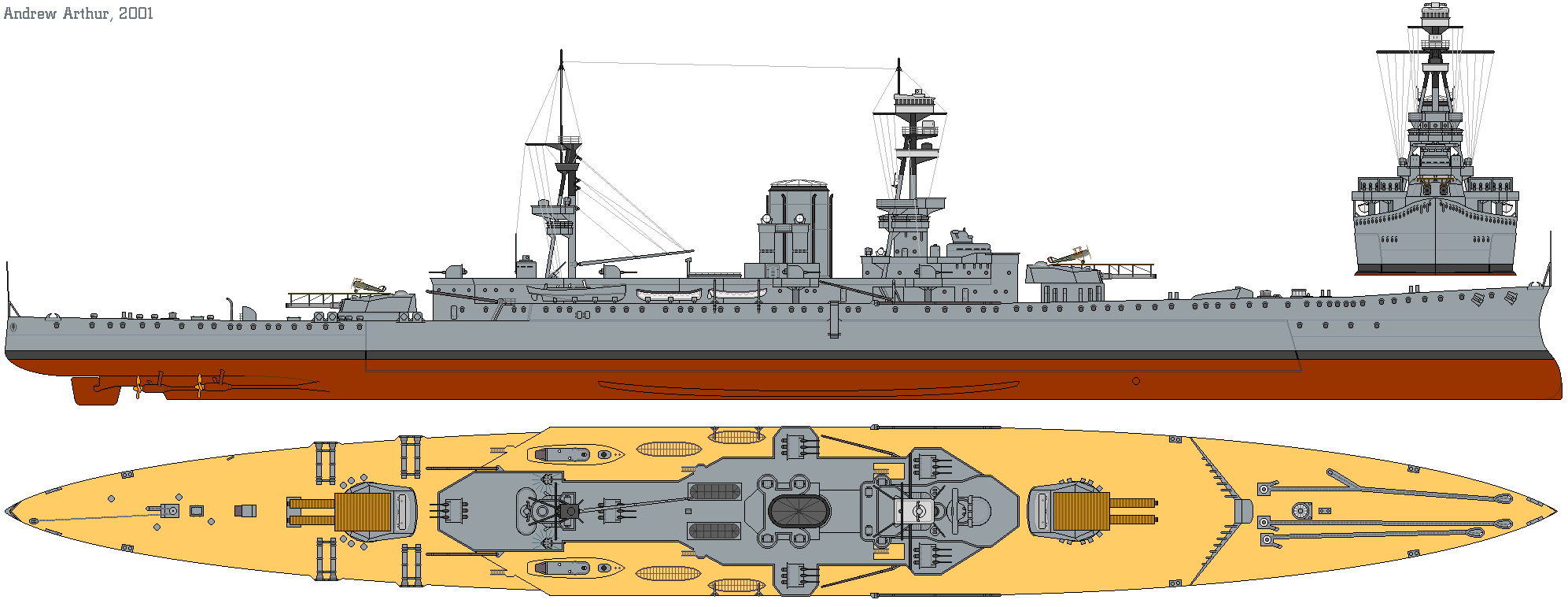
Disseny dL'HMS Glorious com a creuer.

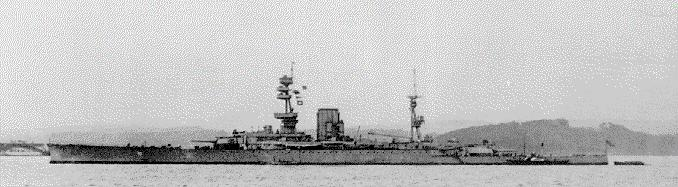
L'HMS Glorious al 1918 com a creuer

L'HMS Glorious va ser concebut per Lord Fisher com un creuer de batalla armat amb peces de calibre gruixut de 381 mm, construït i botat com a tal a les famoses drassanes de Belfast, Irlanda, a l'abril de 1916, en plena I Guerra Mundial. Tenia la classificació de "creuer de batalla lleuger", tot i el seu armament principal, a causa de la seva protecció lleugera. La quilla va ser posada l'1 de maig de 1915, el vaixell va ser botat el 20 d'abril de 1916, completat el 14 d'octubre de 1916 i, finalment, el Glorious va ser comissionat el gener de 1917. El seu cost va ser de £2.119.065.
La maquinària era essencialment semblant a un creuer lleuger anterior, l'HMS Champion. El 1917, durant una prova, el Glorious aconseguí disparar un torpede dels seus tubs mentre que es movia a tota velocitat. En condicions normals, per disparar els tubs submarins no es podia anar a velocitats superiors a 23 nusos (43 km/h), a causa del dany potencial que podia causar la pressió de l'aigua a velocitats superiors. Els seus canons secundaris eren un nou tipus de canons triples de 102 mm, per tal de tenir una major cadència de foc contra llanxes torpedineres i altres vaixells menors. Però, curiosament, els carregadors seguien treballant com abans, i la cadència de foc era molt menor que la de 3 canons simples. Una nota d'interès és que el Glorious podia anar 1,5 nusos més ràpid a plena càrrega que quan anava a condicions normals. A causa de la seva construcció lleugera i d'altres errors, va fer que passes més temps de l'habitual al dic sec, rebent el malnom de "Sorollós" ('Uproarious').
Juntament amb l'HMS Courageous i l'HMS Furious formaven la classe Courageous.
L'HMS Glorious va ser comissionat el gener de 1917, sent assignat com a vaixell insígnia del Tercer Esquadró de Creuers Lleugers, i després del 1r Esquadró. En 17 de novembre de 1917, participà en la batalla de Heligoland contra la Kaiserliche Marine al costat de l'Repulse i dL'HMS Courageous, sense patir danys majors. El 1918 se li muntaren plataformes per avions a les torretes de 15 polzades, i el 21 de novembre de 1918 va estar present a la rendició de la Flota alemanya d'Alta Mar. El 1919 va passar a ser vaixell-escola a l'escola d'artilleria de Devonport, passant després a la reserva.

## Conversió
Quan el 1922 es va signar el Tractat Naval de Washington, el Glorious superava el tonatge com a vaixell capital i, per tant, es decidí convertir-lo a portaavions. La combinació d'un buc llarg i d'alta velocitat, per no mencionar un disseny original que no acabava de rutllar, el feien ideal per a ser candidat a la conversió. La transformació començà el 1924, i va ser recomissionat el 10 de març de 1930.
La conversió s'inicià a Rosyth, però quan les drassanes tancaren el 1929, va ser enviat a Devonport per completar-se. El canvi costà £2,137,374. Quan va ser recomissionat com a portaavions, tenia dues cobertes de vol; la coberta principal i una altra més curta al sector de proa, lleugerament semblant a la del seu homòleg japonès, l'Akagi. Aquesta configuració es va mantenir un any, fins que en una reforma el 1935-36, la coberta menor va ser convertida en una coberta d'artilleria amb canons antiaeris, amb dues catapultes aeronàutiques capaces de llançar naus de 10.000 lliures instal·lades a la coberta superior. Tenia dos nivells d'hangars, tots dos de 168 m de llarg i 7,3 m d'alt. Podia portar 48 avions: quan va ser comissionat, portava Fairey Flycatchers, Blackburn Ripons i avions de reconeixement Fairey IIIf. Posteriorment va portar Fairey Swordfish i Gloster Gladiator. El Glorious podia distingir-se del Courageous per una forma arrodonida a la coberta de vol i per un tipus de pal diferent.
Les torretes de 15 polzades que van ser retirades del Glorious van ser instal·lades posteriorment com a torretes A i B al HMS Vanguard.
La primera anotació rellevant a la seva bitàcora com a portaavions no oferia uns bons auspicis, car l'1 d'abril de 1939 va col·lidir amb el paquebot francès francès Florida a 16 milles de Gibraltar, penetrant profundament al seu buc i fent que hagués de ser remolcat fins a Màlaga. Es van perdre 29 vides, una de les quals era un membre de la tripulació del Glorious.

## Historial com a portaavions
Als preàmbuls de la Segona Guerra Mundial, L'HMS Glorious va ser destinat a la Mediterrània, amb l'illa de Malta com a base, per ser posteriorment destinat a Alexandria, quan l'entrada d'Itàlia al conflicte era imminent.
A l'octubre de 1939, L'HMS Glorious va ser destinat a la Força I juntament amb l'antiquat cuirassat HMS Malaya en la recerca del cuirassat de butxaca alemany Graf Spee. Posteriorment, al mes de gener de 1940, va enviar avions a Malta.
Als mesos d'abril i maig de 1940, i en vista de la imminent campanya de Noruega, va ser destinat juntament amb l'HMS Ark Royal per realitzar missions per batre les posicions alemanyes en aquell país, aconseguint èxits notables en els seus atacs gràcies als seus Blackburn Skuas i als seus Gladiator, així com proporcionant cobertura aèria a l'evacuació de les tropes britàniques allà enviades. El 27 d'abril tornà a Gran Bretanya per carregar combustible, però l'1 de maig tornà a Noruega. En el viatge de retorn portà alguns Gloster Gladiators a Noruega perquè operessin des d'un llac gelat, però no van trigar a ser destruïts pels alemanys. El 28 de maig va rebre a la seva coberta un esquadró de 8 Hurricanes i 10 Gladiators dels esquadrons 46 i 263, els pilots dels quals s'havien negat a destruir els seus aparells estacionats a Bardufoss, preferint aterrar per primera vegada a la coberta del HMS Glorious. En aquest viatge navegà sense escorta perquè no hi havia destructors disponibles.
El 2 de juny va dur a terme accions de cobertura protegint les tropes que eren evacuades de Narvik com a part de l'operació Alfabet, en una desesperada evacuació de les forces aliades a Noruega.

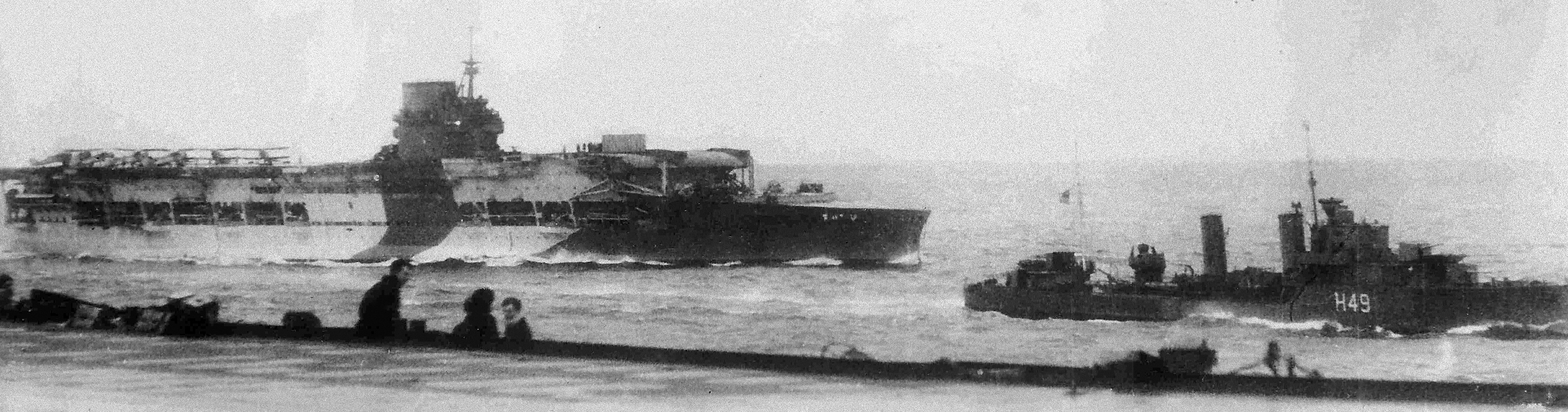
La darrera imatge del Glorious abans de la seva batalla final. El destructor que hi ha al seu costat és l'HMS Diana

### Enfonsament
La nit del 7/8 de juny de 1940, a les ordres del capità Guy D'Oyly-Hughes (especialista en submarins i amb només 10 mesos d'experiència amb portaavions), navegava amb els destructors HMS Ardent i HMS Acasta, a unes 300 milles de la costa noruega, després d'haver demanat autorització al vicealmirall Lionel Victor Wells, a bord de l'HMS Ark Royal, per navegar més independentment amb un rumb més directe passant entre les Faroe i les Shetland, cap a Scapa Flow.
El 8 de juny, cap a les 16:45, la formació anglesa va ser descoberta pels creuers alemanys Scharnhorst i Gneisenau. Els britànics no disposaven de cobertura aèria en aquell moment, car predominava vent nord que feia impossible l'enlairament sense haver de canviar de rumb.
El Scharnhorst i el Gneisenau estaven a 60° 10′ E, amb rumb nord a 18 nusos, amb curs 345º, i cap a les 16:47 van veure a 60º fum a l'horitzó per l'est. El capità Kurt-Caesar Hoffmann, a bord del Scharnhorst estava al comandament de l'esquadró, i el Gneisenau, a les ordres del capità Herald Netzband, el seguia a popa. A causa de la distància, la identificació inicial no va ser clara per part dels alemanys.
A les 16:58, el Scharnhorst confirmà la identificació i comunicà al Gneisenau un possible enemic, confirmant que havia vist una força britànica al sud-est a una distància d'uns 40 km. En un primer moment es pensà que seria un transport enemic de tropes escortat. Mentrestant, els britànics encara no havien vist la formació enemiga.
Les naus alemanyes van virar amb curs 330º a una velocitat de 19 nusos. El vent llavors estava calmat (aproximadament a 6,5 nusos), el mar també, la temperatura ambiental era d'1 °C i hi havia una visibilitat excel·lent. No hi havia escapatòria pels anglesos i l'alarma de combat sonà als vaixells alemanys. A les 17:00, el capità D'Oyly-Hughes va ser advertit de la presència de dues naus no identificades per babord. El Glorious i els seus destructors d'escorta navegaven amb curs 205º a 17 nusos, fent zig-zag per evitar possibles atacs de submarins alemanys.
En aquells moments, el Glorious no tenia cap aeronau a la coberta d'enlairament ni a l'aire. Tenia un destructor a cada costat. El radar no estava operatiu, i s'ordenà a l'Ardent que s'apropés a les naus estranyes i les identifiqués, mentre que el Acasta continuava prop del Glorious a estribord.
A les 17:06, les naus alemanyes van donar un gir brusc a estribord, accelerant a tota velocitat, amb un nou curs de 30º. El Scharnhorstanava al davant, amb el Gneisenau seguint-lo per babord, apropant-se cada cop més als vaixells britànics. El primer oficial d'artilleria del Scharnhorst, fregattenkapitan Lowisch, des del pal de control, informà que una de les naus tenia una possible rampa d'aterratge i que es tractava d'un portaavions tipus Ark Royal amb escorta menor. A les 17:12, les naus alemanyes tornen a virar amb curs 70º i el Scharnhorst comunica per l'interfòn que la nau realment és un portaavions, creient identificar-la com l' HMS Ark Royal escortat per dos destructors, un al nord i l'altre al sud del portaavions. El destructor Ardent s'apropà als navilis alemanys, fent-los senyals lluminosos d'identificació. El Glorious, temeròs, incrementà la seva velocitat al màxim (30 nusos), mentre que l'Acasta l'acompanyava a estribord. Les naus britàniques s'apropen cada cop més a l'esquadra alemanya, que travessen la seva estela a 30 km per popa cap a estribord. Finalment, l'Acasta donà l'alarma que, realment, es tracta de dos creuers pesats enemics. El Glorious començà a transmetre el report del seu enemic en la freqüència de la Flota Base:
Dos creuers de batalla, curs 308º, distància 15 milles, curs 030º. La meva posició és 154º amb 64'N 04ºE.-
Les naus alemanyes fan la seva darrera aproximació virant a velocitat màxima a estribord amb curs 150º. Ara l'enemic es troba a babord i la distància amb les naus britàniques cada cop és menor. L'Ardent fa un brusc viratge a babord per augmentar la distància amb les naus alemanyes i prepara un atac amb torpedes. El Glorious vira amb direcció babord, mentre que el Acasta comença a llançar fum químic per cobrir al portaavions en la seva retirada. Al Glorious l'activitat és frenètica i es preparen els únics 5 Swordfish per enlairar-se. Només 3 d'ells arribarien a la pista des de l'hangar, i només dos d'ells estarien a punt per fer-ho armats amb bombes i torpedes anti-submarins. No arribarien a poder-se enlairar.
El Scharnhorst començà l'atac a les 17:26 amb l'artilleria principal contra el portaavions, mentre que l'artilleria secundària començà el seu atac contra el seu escorta, llavors l'Ardent. Aquest llança un atac amb 4 llançaments de torpedes amb salves de 4 torpedes cadascuna, una darrera l'altra, la qual cosa obliga als creuers alemanys a pentinar les esteles dels torpedes. L'HMS Ardent no aconsegueix cap impacte, i amb aquest atac esgota totes les seves possibilitats ofensives.
El Gneisenau obre foc un minut després a menys de 14.500 m contra L'HMS Ardent, que rep un impacte a la cambra de calderes, destruint la caldera 1, reduint-se la velocitat, per ser brutalment acribillat i enfonsant-se poc després. Les primeres andanades del Scharnhorst queden curtes, mentre que ara el Gneisenau se centra en L'HMS Acasta. A les 17:36 s'observa el primer impacte en el portaavions, que li destrueix l'hangar davanter i incendia els Hurricane que hi ha allà. Ben aviat l'incendi es torna incontrolable i el vaixell comença a escorar-se cap a babord. Mentrestant, L'HMS Acasta llança una cortina de fum per tractar de cobrir el portaavions i, alhora, es cobreix amb la seva pròpia cortina mentre que prepara un atac torpediner. A una distància de 13 km llança el seu atac torpediner, assolint un impacte en la popa de la nau capdavantera, el Scharnhorst, desabilitant-se-li la torre de popa i provocant-li inundacions que li redueixen la velocitat. L'atac causa 60 baixes alemanyes. El Acasta és acribillat per salves de 280 mm del Gneisenau, enfonsant-se a les 19:08. Només sobreviuran dos mariners.
A les 17:55, el pont dL'HMS Glorious rep l'impacte d'una salva de les torres davanteres del Scharnhorst, matant a tots els que es trobaven allà, incloent al comandant D'Oyly-Hughes. Finalment, s'enfonsaria donant tota una volta, a les 19:12. Van morir 1.519 homes, amb només 38 supervivents.
Els alemanys donen la volta i es retiren de l'escenari de l'operació Juno.
El Scharnhorst va quedar molt malmès per l'impacte del torpede del Acasta, i ambdós vaixells van rebre diversos impactes d'obusos de 4,7 polzades. Els danys rebuts eren suficients per fer que haguessin de retirar-se fins a Trondheim, la qual cosa va permetre el pas d'un comboi d'evacuació aquell mateix dia més tard. Bletchley Park havia rebut informació que indicava que el Gneisenau i el Scharnhorst havien salpat, però van ser descartats com a insuficientment creïbles.
La pèrdua del Glorious, l'Ardent i el Acasta va passar inadvertida, tot i que s'estimà que 900 homes van abandonar el Glorious, els que van arribar a les llanxes van vagar durant 3 dies, amb la pèrdua de 1.519 homes en total, amb només 45 supervivents. L'únic supervivent del Acasta va ser rescatat pel mercant noruec Borgund, el qual també salvà 38 homes del Glorious d'una de les seves llanxes salvavides. Tots ells van ser portats a Tórshavn, a les illes Faroe el 14 de juny. Sembla que 4 supervivents més van ser rescatats pel Svalbard II, dirigint-se també cap a les Faroe, però va ser obligat a tornar a Noruega pels alemanys, i els 4 supervivents van esdevenir presoners de guerra.
El 1997 Channel 4 (UK) va emetre un documental a la seva sèrie Secret History, titulat entitled "The Tragedy of HMS Glorious", on apareixien entrevistes amb pilots de la RAF i personal de la Royal Navy i de la Kriegsmarine. Testimonis del Glorious i del creuer Devonshire afirmaren que l'informe del descobriment de "2CB" (dos cuirassats de butxaca) havia sigut transmès per ràdio des del Glorious i rebut correctament al Devonshire, però que aquest darrer, sota el comandament del vicealmirall John H.D. Cunningham continuà amb el seu curs mantenint el silenci radiofònic per motius essencialment operatius (en aquells moments estava evacuant la família reial noruega). També s'afirmà que el Glorious no tenia una velocitat immediata suficient disponible i que no estava fent servir els seus avions de reconeixement, permetent que fos descobert i atacat pelr vaixells enemics, que van aconseguir impactes amb la tercera salva de 279,5 mm a una distància de 13 milles (24 kilòmetres).
La posició de l'enfonsament dL'HMS Glorious és, aproximadament 69° 0′ N, 04° 0′ E / 69.000°N,4.000°E., a unes 280 milles nàutiques (510 km) a l'oest de Harstad.